# FK Irtysj Pavlodar
Futbol Kluby Irtysj Pavlodar (kazakiska: Ертіс Футбол Клубы, Futbol Kluby Ertis), känd under förkortningarna Irtysj Pavlodar eller Irtysj, var en professionell fotbollsklubb från Pavlodar i Kazakstan.
Laget grundades 1965, och gick då under namnet Irtysj. Upplöst 2020.

## Meriter
- Premjer Ligasy
Klubben var mästare (5): 1993, 1997, 1999, 2002, 2003
Silver (4): 1994, 1996, 2002, 2012

- Cupen i fotboll
Cupmästare (1) 1998
Silver (3): 2001, 2002, 2012

## Placering tidigare säsonger
| Säsong | Nivå | Liga           | Placering | Referens | Notering     |
| ------ | ---- | -------------- | --------- | -------- | ------------ |
| 2010   | 1    | Premjer Ligasy | 3         | [ 1 ]    |              |
| 2011   | 1    | Premjer Ligasy | 5         | [ 2 ]    |              |
| 2012   | 1    | Premjer Ligasy | 2         | [ 3 ]    |              |
| 2013   | 1    | Premjer Ligasy | 4         | [ 4 ]    |              |
| 2014   | 1    | Premjer Ligasy | 10        | [ 5 ]    |              |
| 2015   | 1    | Premjer Ligasy | 6         | [ 6 ]    |              |
| 2016   | 1    | Premjer Ligasy | 3         | [ 7 ]    |              |
| 2017   | 1    | Premjer Ligasy | 4         | [ 8 ]    |              |
| 2018   | 1    | Premjer Ligasy | 10        | [ 9 ]    |              |
| 2019   | 1    | Premjer Ligasy | 8         | [ 10 ]   |              |
| 2020   | 1    | Premjer Ligasy | U.        | [ 11 ]   | Upplöst 2020 |

## Kända spelare
- Andrius Velička, 2003
- Jérémy Manzorro, 2019